# LIVE 絶滅の危機
『LIVE 絶滅の危機』（ライブ ぜつめつのきき）は、2000年3月17日に発売された所ジョージのライブ・アルバム、および同年5月に期間限定の通販商品として発売されたVHSソフト。

## 概要
当時所が出演していた『MUSIC HAMMER』の企画で同年2月9日に行われたスタジオ内ライブの模様を収録したアルバム。所にとって約10年ぶりのライブだが、当人はあまり乗り気ではなく、坂崎幸之助が全面的にバックアップすることでようやく実現した（その経緯は『MUSIC HAMMER』内で何度も放送されたほか、MCで当人の口からも語られている）。坂崎との弾き語りとバンドの二部構成になっている。
CD版とVHS版では収録曲は同じだが、MC部分の編集が異なっている。
2018年3月21日、VHS版がDVD化され、初の市販化となった。

## 収録曲
| 全作詞・作曲: 所ジョージ（特記以外）。 |                                                                             |                         |                         |                        |
| #                                      | タイトル                                                                    | 作詞                    | 作曲・編曲              | 編曲                   |
| 1.                                     | 「組曲 冬の情景II」                                                         | 所ジョージ （特記以外） | 所ジョージ （特記以外） | 坂崎幸之助、所ジョージ |
| 2.                                     | 「純情」                                                                    | 所ジョージ （特記以外） | 所ジョージ （特記以外） | 坂崎幸之助、所ジョージ |
| 3.                                     | 「おひたし」                                                                | 所ジョージ （特記以外） | 所ジョージ （特記以外） | 坂崎幸之助、所ジョージ |
| 4.                                     | 「サンダル」                                                                | 所ジョージ （特記以外） | 所ジョージ （特記以外） | 坂崎幸之助、所ジョージ |
| 5.                                     | 「西瓜」                                                                    | 所ジョージ （特記以外） | 所ジョージ （特記以外） | 坂崎幸之助、所ジョージ |
| 6.                                     | 「MEDLEY 拓郎さんのギターです〜駅前のワシントン条約〜拓郎さんのギターです」 | 所ジョージ （特記以外） | 所ジョージ （特記以外） | 坂崎幸之助、所ジョージ |
| 7.                                     | 「打ち上げ花火」                                                            | 所ジョージ （特記以外） | 所ジョージ （特記以外） | 坂崎幸之助、所ジョージ |
| 8.                                     | 「新作童話集」                                                              | 所ジョージ （特記以外） | 所ジョージ （特記以外） | 坂崎幸之助、所ジョージ |
| 9.                                     | 「祭りの前」                                                                | 所ジョージ （特記以外） | 所ジョージ （特記以外） | 坂崎幸之助、所ジョージ |
| 10.                                    | 「間にあわない」                                                            | 所ジョージ （特記以外） | 所ジョージ （特記以外） | 坂崎幸之助、所ジョージ |
| 11.                                    | 「ポテッ!」                                                                 | 所ジョージ （特記以外） | 所ジョージ （特記以外） | 坂崎幸之助、所ジョージ |
| 12.                                    | 「泳げたいやき屋のおじさん」                                                | 所ジョージ （特記以外） | 所ジョージ （特記以外） | 坂崎幸之助、所ジョージ |
| 13.                                    | 「後悔してます」                                                            | 所ジョージ （特記以外） | 所ジョージ （特記以外） | 坂崎幸之助、所ジョージ |
| 合計時間:                              | 合計時間:                                                                   | 合計時間:               | 58:08                   |                        |

| #         | タイトル                   | 作詞      | 作曲・編曲 | 編曲                   |
| --------- | -------------------------- | --------- | ---------- | ---------------------- |
| 1.        | 「酒と肴と酒と酒」         |           |            | 坂崎幸之助、所ジョージ |
| 2.        | 「ご自由にどうぞ」         |           |            | 坂崎幸之助、所ジョージ |
| 3.        | 「雨が空に戻るまでに」     |           |            | 坂崎幸之助、所ジョージ |
| 4.        | 「意味ないじゃん! II」     |           |            | 井上鑑                 |
| 5.        | 「ラクダの商人」           |           |            | 井上鑑                 |
| 6.        | 「生活の基礎」             |           |            | 山木秀夫               |
| 7.        | 「僕の犬」                 |           |            | 井上鑑                 |
| 8.        | 「恋の唄」(作曲：吉田拓郎) |           |            | 坂崎幸之助、井上鑑     |
| 9.        | 「農家の唄」               |           |            | 井上鑑                 |
| 10.       | 「春二番」                 |           |            | 坂崎幸之助             |
| 合計時間: | 合計時間:                  | 合計時間: | 57:28      |                        |

## 曲解説
Disc 1
1. 組曲 冬の情景II
2. 純情
3. おひたし
ライブのための新曲。
元は「エッセイ冬哀し」（『FROM TOKOROZAWA WITH LOVE 〜所沢より愛をこめて』に収録）の一節。
4. サンダル
新曲。歌った時点ではタイトルが決まっておらず、その場で「下駄箱」という仮題が付けられ、CD化の際に「サンダル」に変更された。
元は「Good-bye Summer Season〜夏の終わりに〜」（『FROM TOKOROZAWA WITH LOVE 〜所沢より愛をこめて』に収録）の一節。
5. 西瓜
6. MEDLEY 拓郎さんのギターです〜駅前のワシントン条約〜拓郎さんのギターです
メドレーと言いつつ、実際は「拓郎さんのギターです」の合間（しかも単語の音と音の間）に「駅前のワシントン条約」を挟んでしまうという強引な構成。にも拘らず演奏終了後に拍手が起きたため、所は「さすが私のライブに来るだけあって、お客さんは間違ってる」と発言して笑いを誘った。
前作『洗濯脱水』の時と同様に、吉田拓郎から貰ったギターで演奏している。
7. 打ち上げ花火
新曲。吉田拓郎の「せんこう花火」のパロディ。ボーカルから始まる曲だが、所が歌い始めるタイミングで坂崎が水を飲んでいたため「飲んでる場合か!」と突っ込まれ（所には水が用意されていなかった）、最初からやり直しになっている。
8. 新作童話集
9. 祭りの前
新曲。吉田拓郎の「祭りのあと」のパロディ。所いわく、「祭りの前」「祭りのあと」と北島三郎の「まつり」の3曲でセットとのこと[1]。
10. 間にあわない
新曲。吉田拓郎の「間にあうかもしれない」のパロディ。
11. ポテッ!
新曲。ピーター・ポール&マリーの「パフ」のパロディ。「ポテッ!」と「祭りの前」は『MUSIC HAMMER』の企画で吉田拓郎と一緒に歌うことを前提に作られたものだが[1]、実現に至らないまま番組が終了した。
12. 泳げたいやき屋のおじさん
所が坂崎のギターを聞かせるために選んだ歌。所曰く「クラプトンに聞かせたい。クラプトンも弾けないよ、バカバカしくて」。
13. 後悔してます
坂崎からのリクエストで歌った。

Disc 2
1. 酒と肴と酒と酒
2. ご自由にどうぞ
3. 雨が空に戻るまでに
4. 意味ないじゃん! II
『明石家マンション物語』に提供していた曲。ここからバンド編成になる。
5. ラクダの商人
6. 生活の基礎
奥田民生がコピーしたこともある、伴奏がドラムだけの曲。ヴォーカルはむしろ早口言葉の絶叫に過ぎない。ほとんどフリージャズである。
MC部分で構想中の曲の断片が披露されるが、その完成版は次作『DISH』に「魚釣りとYシャツのボタン」のタイトルで収録された。
7. 僕の犬
8. 恋の唄
ここから篠原ともえが加わる。
9. 農家の唄
10. 春二番
アンコール曲。

## ミュージシャン
- ボーカル、ギター、ハーモニカ：所ジョージ
- ギター、コーラス、ハーモニカ：坂崎幸之助
- コーラス：篠原ともえ
- キーボード：井上鑑
- ドラムス：山木秀夫
- ベース：高水健司
- ギター：窪田晴男
- 木管楽器：ジェイク・H・コンセプション